# Під Комином Верхній
Під Ко́мином Верхній — каскад водоспадів в Українських Карпатах (масив Ґорґани). Розташований у межах Івано-Франківського району Івано-Франківської області, в урочищі Бистрий, у південній частині села Пороги на відстані бл. 2 км від центральної дороги села (автошлях Р 38: Богородчани - Гута).
Загальна висота перепаду води — бл. 12 м, кількість каскадів — 4 (верхній каскад не візуалізується). Водоспад утворився на невеликому гірському потоці (права притока Бистриці Солотвинської, басейн Дністра), який тече стрімким схилом гори Комин, в місці виходу на поверхню потужних флішових скель. Попри те що водоспаду веде лісова стежка, сам водоспад туристично необлаштований; маловідомий. Особливо мальовничий після рясних дощів або під час танення снігу.
Нижче по течії, на відстані приблизно 200 м, розташований водоспад Під Комином.

## Світлини та відео

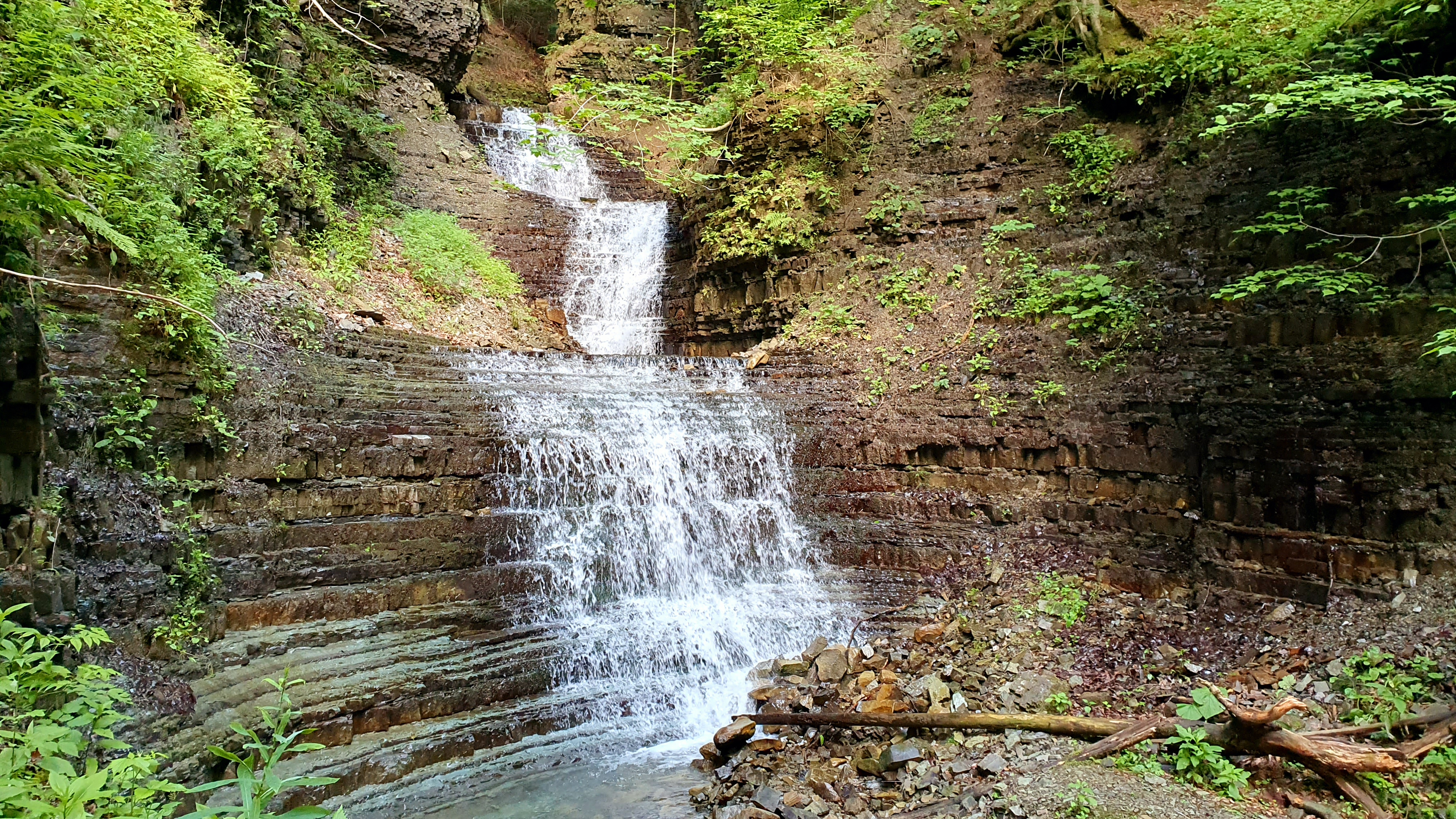
Водоспад влітку
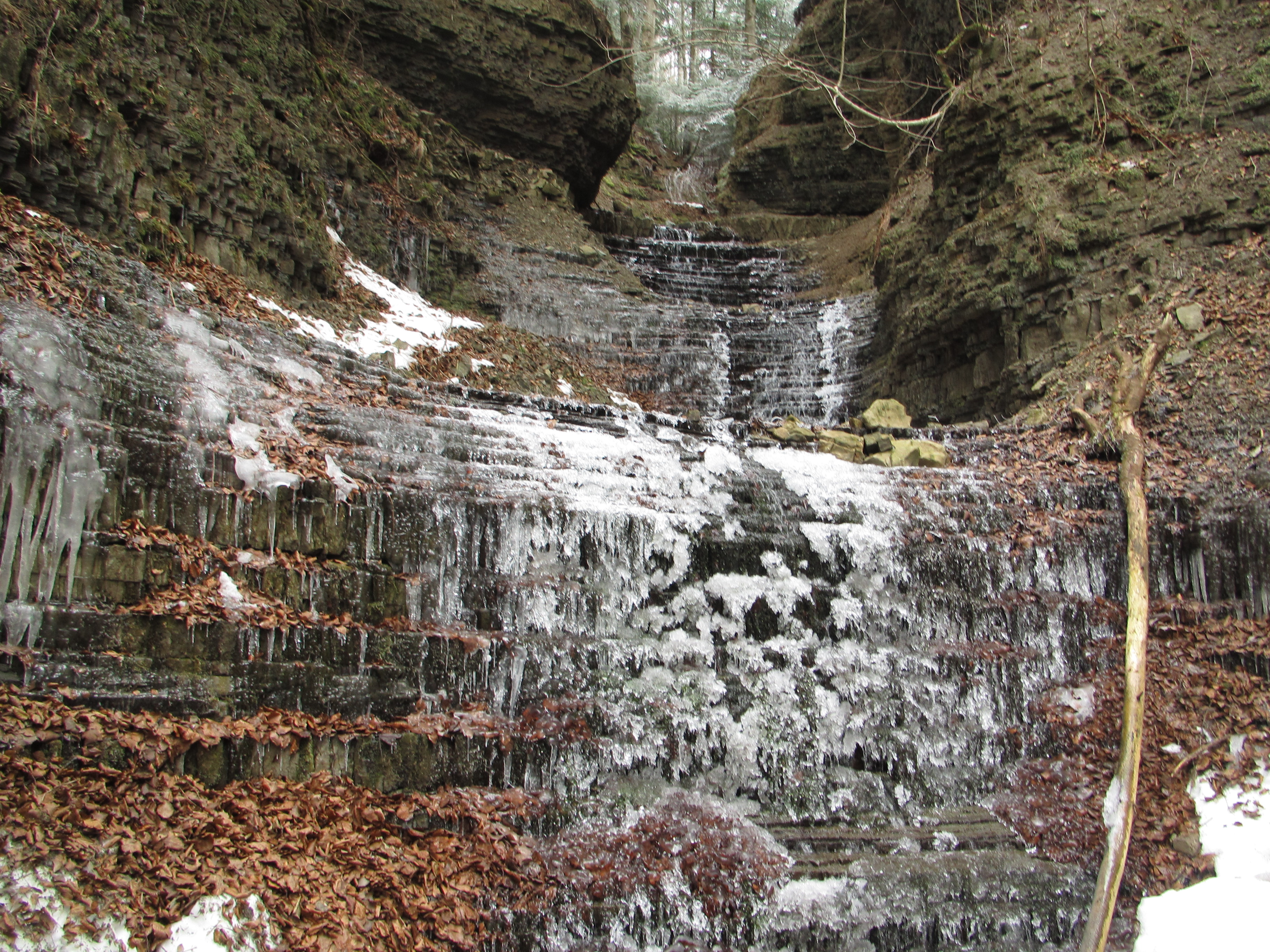
Водоспад взимку
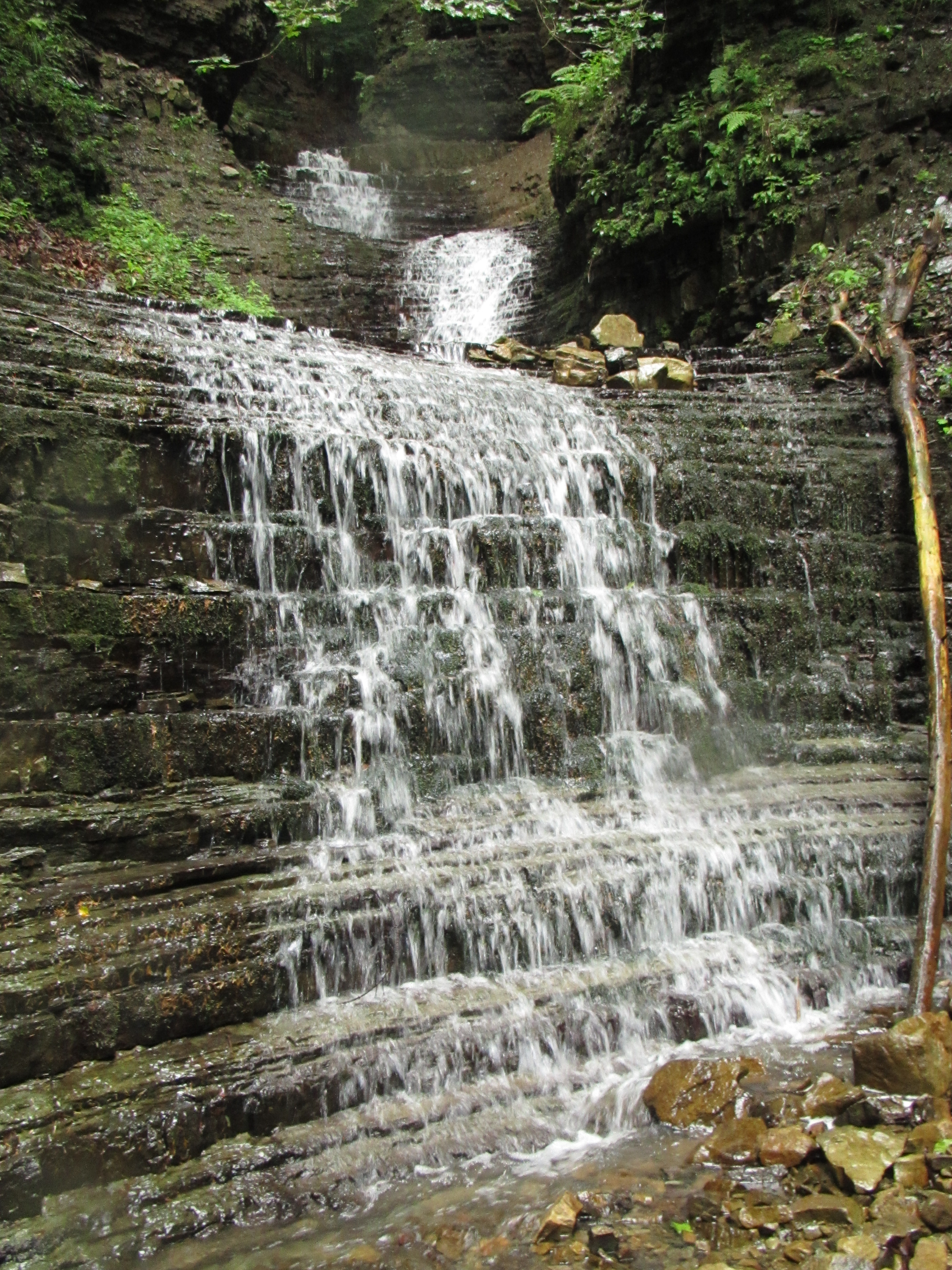
Водоспад зблизька
- Відео водоспаду